# Herbsleben
Herbsleben è un comune di 2 903 abitanti della Turingia, in Germania.
Appartiene al circondario (Landkreis) dell'Unstrut-Hainich-Kreis (targa UH).
Svolge il ruolo di "comune amministratore" (Erfüllende Gemeinde) nei confronti del comune di Großvargula.